# اسپیلسبی
latitudeاسپیلسبیlongitudeاسپیلسبی
اسپیلسبی (به انگلیسی: Spilsby) یک منطقهٔ مسکونی در انگلستان است که در میدلند شرقی واقع شده‌است.

## خصوصیات
اسپیلسبی ۲٬۹۳۱ نفر جمعیت دارد.